# Amanda McBaine
Pour les articles homonymes, voir McBaine.
Amanda McBaine est une réalisatrice et productrice américaine. 
Elle a co-réalisé et produit Boys State (en) (2020) et The Mission (en) (2023) avec Jesse Moss. Elle a également produit The Overnighters (2014), The Bandit (2016) et Mayor Pete (2021).

## Biographie
Amanda McBaine est coproductrice de Ghosts of Attica (2001) et Speedo (2003). Elle est également productrice de The Overnighters et The Bandit, réalisés par Jesse Moss,.
En 2020, Amanda  fait ses débuts en tant que réalisatrice avec Boys State (en), un documentaire centré sur un millier d'adolescents fréquentant l'American Legion Boys State (en). Le film, coréalisé avec Jesse Moss, a  sa première mondiale au Sundance Film Festival 2020. Il a été publié le 14 août 2020 par Apple TV+ et A24. En 2023, McBaine réalise aux côtés de Moss, The Mission for National Geographic Documentary Films, autour de John Allen Chau (en).

## Filmographie partielle

### Comme productrice et réalisatrice

#### Au cinéma
- 2020 : Boys State (en)
- 2021 :  Mayor Pete  (uniquement productrice et scénariste)
- 2023 : The Mission (en)  (aussi scénariste)
- 2024 : Girls State (en)

#### À la télévision
- 2008 :  The Investigators  (série télévisée, 1 épisode)

## Récompenses et distinctions
- (en) Amanda McBaine: Awards, sur l'Internet Movie Database